# UFC on FOX 11
UFC on FOX 11: Werdum vs. Browne（ユーエフシー・オン・フォックス・イレブン：ヴェウドゥム・バーサス・ブラウン）は、アメリカ合衆国の総合格闘技団体「UFC」の大会の一つ。2014年4月19日、フロリダ州オーランドのアムウェイ・センターで開催された。

## 大会概要
本大会ではファブリシオ・ヴェウドゥムとトラヴィス・ブラウンによるヘビー級王座挑戦者決定戦が組まれた。
Legacy FCヘビー級王者デリック・ルイス、修斗世界ミドル級王者エルナニ・ペルペトゥオ、キャリア11戦全勝のチャス・スケリー、9戦全勝のアレックス・ホワイト、7戦全勝のミアサド・ベクティック、ジャック・メイ、6戦全勝のレイ・ボーグがUFCデビュー。

### カード変更
負傷などによるカードの変更は以下の通り。
- サンチアゴ・ポンジニッビオ → エルナニ・ペルペトゥオ（第4試合）

- ジョシュ・サマン → ルーク・ザフリッチ（第5試合）

- マイク・トーマス・ブラウン → アレックス・ホワイト（第6試合）

- エステヴァン・パヤン vs. ショーン・ソリアーノ → ソリアーノの負傷により中止

- アマンダ・ヌネス vs. アレクシス・デュフレン → デュフレンの負傷により中止

## 試合結果

### アーリープレリム
第1試合 ヘビー級ワンマッチ 5分3R
○  デリック・ルイス vs.  ジャック・メイ ×
1R 4:23 TKO（パウンド）
第2試合 フェザー級ワンマッチ 5分3R
○  ミアサド・ベクティック vs.  チャス・スケリー ×
3R終了 判定2-0（29-27、29-27、28-28）
第3試合 フライ級ワンマッチ 5分3R
○  ダスティン・オーティス vs.  レイ・ボーグ ×
3R終了 判定2-1（29-28、28-29、29-28）

### プレリミナリーカード
第4試合 ウェルター級ワンマッチ 5分3R
○  ジョーダン・メイン vs.  エルナニ・ペルペトゥオ ×
3R終了 判定2-1（29-28、28-29、29-28）
第5試合 ミドル級ワンマッチ 5分3R
○  カイオ・マガリャエス vs.  ルーク・ザフリッチ ×
1R 0:44 TKO（膝蹴り→パウンド）
第6試合 フェザー級ワンマッチ 5分3R
○  アレックス・ホワイト vs.  エステヴァン・パヤン ×
1R 1:28 KO（左ストレート→パウンド）
第7試合 ライト級ワンマッチ 5分3R
○  ホルヘ・マスヴィダル vs.  パット・ヒーリー ×
3R終了 判定3-0（30-27、30-27、29-28）
第8試合 ウェルター級ワンマッチ 5分3R
○  チアゴ・アウベス vs.  セス・バジンスキー ×
3R終了 判定3-0（30-27、30-27、30-27）
第9試合 ライト級ワンマッチ 5分3R
○  ハビブ・ヌルマゴメドフ vs.  ハファエル・ドス・アンジョス ×
3R終了 判定3-0（30-27、30-27、30-27）

### メインカード
第10試合 ミドル級ワンマッチ 5分3R
○  ヨエル・ロメロ vs.  ブラッド・タヴァレス ×
3R終了 判定3-0（30-27、30-27、30-27）
第11試合 ライト級ワンマッチ 5分3R
○  ドナルド・セラーニ vs.  エジソン・バルボーザ ×
1R 3:15 リアネイキドチョーク
第12試合 女子バンタム級ワンマッチ 5分3R
○  ミーシャ・テイト vs.  リズ・カムーシェ ×
3R終了 判定3-0（29-28、29-28、29-28）
第13試合 ヘビー級王座挑戦者決定戦 5分5R
○  ファブリシオ・ヴェウドゥム vs.  トラヴィス・ブラウン ×
5R終了 判定3-0（49-46、50-45、50-45）
※ヴェウドゥムが挑戦権獲得に成功。

### 各賞
ファイト・オブ・ザ・ナイト： チアゴ・アウベス vs. セス・バジンスキー
パフォーマンス・オブ・ザ・ナイト： ドナルド・セラーニ、アレックス・ホワイト
各選手にはボーナスとして5万ドルが支給された。